# Vicki Draves
Victoria Manalo „Vicki” Draves (ur. 31 grudnia 1924 w San Francisco, zm. 11 kwietnia 2010 w Palm Springs) – amerykańska skoczkini do wody. Dwukrotna medalistka olimpijska z Londynu.
Jej ojciec był Filipińczykiem. Igrzyska w 1948 były jej jedyną olimpiadą. Jako pierwsza kobieta zwyciężyła zarówno w skokach z trampoliny (3 m), jak i wieży (10 m) na jednych igrzyskach. Zdobywała tytuły mistrzyni kraju, w skokach z trampoliny w 1948, a z wieży w 1946, 1947, 1948. Jej trenerem był mąż, Lyle Draves. W 1969 została przyjęta do International Swimming Hall of Fame.